# 名鉄谷汲線
谷汲線（たにぐみせん）は、岐阜県揖斐郡大野町の黒野駅から同郡谷汲村（現揖斐川町）の谷汲駅までを結んでいた名古屋鉄道（名鉄）の鉄道路線。谷汲鉄道により開通した。
運賃計算区分はC（運賃計算に用いる距離は営業キロの1.25倍）。
本記事では、かつてこの路線を運営していた谷汲鉄道（名古屋鉄道に合併）についても述べる。

## 路線データ
※特記なければ路線廃止時点のもの。
- 路線距離（営業キロ）：11.2 km
- 軌間：1,067 mm
- 駅数：9駅（起終点駅含む）
- 複線区間：なし（全線単線）
- 電化区間：全線電化（直流600 V）
- 閉塞方式：票券閉塞式（黒野駅 - 北野畑駅間）、スタフ閉塞式（北野畑駅 - 谷汲駅間）
平時は双方をまとめた併合閉塞（一閉塞）としていたが、毎月18日の谷汲山命日や行楽シーズンの列車増発時には北野畑駅に運転要員を派遣し、併合を解除して基本の二閉塞として運行した。票券は谷汲行き増発列車第一便の前に発車する定期列車と黒野行き増発列車最終便に対して発券されていた。

## 運行形態
すべて、普通列車のワンマン運転であった。朝の6 - 8時台では、黒野駅 - 谷汲駅間で30分間隔で毎時2往復、その他は終電まで60分間隔で、毎時1往復運転されていた。ただし、毎月18日と行楽シーズンの特定日、廃線間際には、臨時列車数往復が増発され、日中（11時 - 15時）も毎時2往復運転されていた。この臨時列車には車掌も乗務していた。単線のため、30分間隔で運行する時は途中、北野畑駅で列車の行き違いを行っていた。なお末期は朝夕も50分間隔となり、特定日以外の北野畑駅での行き違いを行わなくなっていた。

### 使用車両
1984年（昭和59年）のワンマン運転開始以降について記す。基本的に揖斐線と共通だが、揖斐線用車両のうち、モ770形・モ780形は一度も使用されなかった。当初は冷房付きのモ770形・モ780形も乗り入れる予定であったが、谷汲線の電力は揖斐線からの受電に頼っていたため、変電所から遠くなる末端区間での架線電圧が不足（架線電圧が本来の規定600 Vに対し、谷汲線末端では300 - 400 Vまで落ちた）して断念したという。一方、戦前製旧型車は構造上、電圧降下した条件下でも運転を続行できたため、揖斐線黒野以北ともども最後までこれらの形式が用いられる結果となった。
- モ700形・モ750形 - モ700形は多客時の2両編成（1997年〈平成9年〉まで）、モ750形は単行・2両編成とも使用。
- ク2320形 - 多客時のモ700形との2両編成で使用（1997年〈平成9年〉まで）。
- モ510形 - 多客時の2両編成で使用。

## 歴史

### 前史（谷汲鉄道時代）
地元の名刹である谷汲山華厳寺の巡礼客の交通の便の確保と根尾方地方の開発を目的として揖斐郡大野村と谷汲村間の鉄道敷設が1922年（大正11年）5月に申請された。続いて6月に揖斐郡大野村-安八郡神戸町間（養老鉄道広神戸駅）の鉄道敷設も申請した。これに賛同した稲富村出身の井深重剛は線路予定地に所有する土地を無償提供するなど私財を投じ、鉄道敷設計画を支援した。1923年（大正12年）2月に鉄道敷設免許状が下付されたが、関東大震災発生直後の不況の懸念と揖斐川架橋問題から広神戸駅延長は断念せざるをえなかった。
1924年（大正13年）1月谷汲鉄道が設立され、本社は大野村大字黒野に置き、社長には井深が就任した。また美濃電気軌道も出資し、同社から3名が取締役に就任した。工事は1927年（昭和2年）の谷汲山華厳寺十一面観世音菩薩御開帳（以下、「御開帳」とする）に合わせるべく昼夜兼行ですすめられ、1926年（大正15年）4月に全線が開業することができた。そして盛大な開通式から5か月後に建設の陣頭指揮をとり開業に奔走していた井深が急死するというアクシデントがあったが、同じ4月6日に北方町 - 黒野間を開業した美濃電気軌道との直通運転を9月1日より開始した。これにより岐阜駅からは市内線、忠節橋駅 - 忠節駅徒歩連絡、忠節駅 - 谷汲駅と1時間半で結ぶことになった。
1927年（昭和2年）4月から5月にかけての御開帳に備え車両6両（デロ7形電車）を発注し、稲富駅を新設して交換設備を増やした。これにより多客時の3両編成20分ヘッド運転を可能にした。御開帳期間の乗客数は飛躍的にふえて積み残しがでるほどであった。ところが御開帳がおわると乗客数は減少。昭和金融恐慌の時期にあたり業績は悪化、政府補助金によりかろうじて経営を維持していた。
1930年（昭和5年）には美濃電気軌道が業績悪化により名古屋鉄道（名岐鉄道）に合併された。谷汲鉄道は1933年（昭和8年）におこなわれた華厳寺の御開帳による輸送により好成績をあげたものの、終了後はまた乗客数は減少。1935年（昭和10年）に乗合自動車業（黒野 - 神戸 - 三ツ屋間）をはじめるものの、成績は芳しくなかった。1936年（昭和11年）の華厳寺の御開帳でも好成績をあげたが、7月には名古屋鉄道の事実上の子会社となり1937年（昭和12年）藍川清成が代表取締役に就任した。

### 年表
- 1923年（大正12年）
  - 2月8日 - 谷汲鉄道に対し鉄道免許状下付（揖斐郡大野村-同郡谷汲村間、揖斐郡大野村-安八郡神戸町間）[2]
  - 12月27日 - 起業目論見変更（認可）（揖斐郡大野村-同郡谷汲村間）[3]
- 1924年（大正13年）1月27日 - 谷汲鉄道株式会社設立[5][6]
- 1926年（大正15年）
  - 4月6日 - 谷汲鉄道が黒野 - 谷汲間を開業[7]。デロ1形電車6両を投入。美濃電気軌道北方線 北方町 - 黒野間が開業[7]。
  - 9月1日 - 美濃電気軌道と直通運転開始（忠節 - 谷汲間[8]。
- 1927年（昭和2年）4月1日 - 御開帳（5月20日まで）。車両増備、稲富駅の移設・交換駅化、ダイヤを40分毎から20分毎に増強、黒野駅・谷汲駅に井戸と便所を整備[9]。
- 1933年（昭和8年）4月1日 - 御開帳（5月20日まで）。列車増発のため名岐鉄道よりBD505形を投入[10]。
- 1936年（昭和11年）
  - 4月1日 - 御開帳（5月20日まで）。名古屋鉄道と共同で忠節 - 谷汲間の往復運賃値下げを実施[11]。
  - 7月1日 - 名古屋鉄道が谷汲鉄道の経営を受託[12]
- 1941年（昭和16年）1月4日 - 乗合自動車業（垂井駅前 - 赤坂 - 大垣駅前・黒野 - 神戸 - 三ツ屋）を大垣自動車（現名阪近鉄バス）に譲渡[13]。
- 1944年（昭和19年）
  - 3月1日 - 名古屋鉄道が谷汲鉄道を合併。谷汲線となる。
  - 日付不明 - 黒野西口駅、豊木駅、八王子坂駅、長瀬茶所駅休止[14]。
- 1946年（昭和21年）9月16日 - 豊木駅営業再開。
- 1950年（昭和25年）4月1日 - 御開帳（5月20日まで）。他線区に転出していた車両を戻し、3両編成運転を実施。北野畑駅に仮変電所を設置し、撤去されていた稲富、長瀬駅の交換設備を復活させてダイヤを18分間隔に[15]。
- 1955年（昭和30年）4月1日 - 御開帳（5月20日まで）[16]。谷汲線営業期間中最後の御開帳。
- 1958年（昭和33年）5月1日 - 長瀬茶所駅廃止。
- 1963年（昭和38年）7月1日 - 貨物営業廃止[17]。
- 1968年（昭和43年）8月5日 - 揖斐線・岐阜市内線直通の急行を新設。
- 1969年（昭和44年）4月5日 - 黒野西口駅、八王子坂駅廃止。
- 1984年（昭和59年）
  - 3月20日 - 急行廃止。
  - 10月16日 - 閑散時ワンマン運転開始。
- 1990年（平成2年）4月23日 - 結城駅廃止。
- 2001年（平成13年）10月1日 - 全線廃止。名阪近鉄バスにより廃止代替バス運転開始。
- 2005年（平成17年）10月1日 - 代替バスである名阪近鉄バス谷汲黒野線が廃止される。これにより、樽見鉄道樽見線の北方真桑-谷汲口間、または大野バスセンターから揖斐川町コミュニティバス揖斐黒野線を利用し、途中の本揖斐バス停で同バス横蔵線乗り換えが代替交通という形になる。

## 駅一覧
- 全駅岐阜県に所在。
- 駅名・接続路線名は廃止時点、所在地は路線廃止時点のもの。
- *印の駅は路線廃止前に廃止された駅（廃止日は歴史参照）
- 廃止前時点では普通列車のみ運行。全列車、各駅に停車。

凡例
線路（全線単線） … ｜：交換不能駅 ◇：交換可能駅
| 駅名        | 駅間 キロ | 営業 キロ | 接続路線           | 線路 | 所在地                        |
| ----------- | --------- | --------- | ------------------ | ---- | ----------------------------- |
| 黒野駅      | -         | 0.0       | 名古屋鉄道：揖斐線 | ◇    | 揖斐郡大野町                  |
| *黒野西口駅 | 0.5       | 0.5       |                    | ｜   | 揖斐郡大野町                  |
| 黒野北口駅  | 0.4       | 0.9       |                    | ｜   | 揖斐郡大野町                  |
| 豊木駅      | 1.1       | 2.0       |                    | ｜   | 揖斐郡大野町                  |
| 稲富駅      | 0.8       | 2.8       |                    | ｜   | 揖斐郡大野町                  |
| 更地駅      | 1.1       | 3.9       |                    | ｜   | 揖斐郡大野町                  |
| *八王子坂駅 | 1.0       | 4.9       |                    | ｜   | 揖斐郡大野町                  |
| 北野畑駅    | 0.9       | 5.8       |                    | ◇    | 揖斐郡大野町                  |
| 赤石駅      | 1.1       | 6.9       |                    | ｜   | 揖斐郡谷汲村 （現・揖斐川町） |
| 長瀬駅      | 1.5       | 8.4       |                    | ｜   | 揖斐郡谷汲村 （現・揖斐川町） |
| *長瀬茶所駅 | 0.7       | 9.1       |                    | ｜   | 揖斐郡谷汲村 （現・揖斐川町） |
| *結城駅     | 1.1       | 10.2      |                    | ｜   | 揖斐郡谷汲村 （現・揖斐川町） |
| 谷汲駅      | 1.0       | 11.2      |                    | ｜   | 揖斐郡谷汲村 （現・揖斐川町） |

## 輸送・収支実績
| 年度 | 輸送人員（人） | 貨物量（トン） | 営業収入（円） | 営業費（円） | 営業益金（円） | その他損金（円）           | 支払利子（円） | 政府補助金（円） |
| ---- | -------------- | -------------- | -------------- | ------------ | -------------- | -------------------------- | -------------- | ---------------- |
| 1926 | 368,773        | 706            | 52,670         | 44,519       | 8,151          | 償却金1,745雑損17          | 12,010         | 36,435           |
| 1927 | 520,814        | 1,069          | 103,565        | 66,823       | 36,742         | 償却金5,625                | 13,498         | 28,117           |
| 1928 | 259,205        | 988            | 37,009         | 35,883       | 1,126          | 償却金2,506                | 13,421         | 43,523           |
| 1929 | 257,344        | 1,001          | 36,441         | 33,399       | 3,042          | 償却金33,000               | 11,140         | 43,449           |
| 1930 | 174,496        | 144            | 26,993         | 25,842       | 1,151          | 償却金32,000               | 8,567          | 42,067           |
| 1931 | 139,746        | 58             | 23,186         | 25,706       | ▲ 2,520        | 償却金25,000               | 7,047          | 34,002           |
| 1932 | 137,395        | 968            | 21,007         | 27,069       | ▲ 6,062        | 償却金25,000               | 6,036          | 36,428           |
| 1933 | 338,971        | 44             | 59,691         | 50,041       | 9,650          | 償却金35,000               | 4,160          | 34,738           |
| 1934 | 131,911        | 52             | 17,775         | 28,583       | ▲ 10,808       | 償却金25,000               | 1,961          | 36,884           |
| 1935 | 173,540        | 63             | 21,863         | 28,567       | ▲ 6,704        | 償却金29,000自動車2,765    | 784            | 35,640           |
| 1936 | 345,270        | 4,705          | 53,321         | 44,282       | 9,039          | 自動車1,450                |                |                  |
| 1937 | 145,110        | 14,927         | 27,594         | 27,027       | 567            | 雑損償却金5,497自動車1,031 |                | 7,060            |
| 1939 | 200,252        | 13,190         |                |              |                |                            |                |                  |
| 1941 | 338,943        | 1,124          |                |              |                |                            |                |                  |
| 1943 | 584,296        | 4,599          |                |              |                |                            |                |                  |

- 鉄道統計資料、鉄道統計、国有鉄道陸運統計各年度版
- 1927年、1933年、1936年の4月1日-5月20日谷汲山華厳寺十一面観世音菩薩御開帳